# Серпопард
Серпопард (грч. Σερποπαρδ | енгл. Serpopard) је криптид који се појављује у митологији древног Египта и Мезопотамије. Опис Серпопарда је сличан опису криптида Ста.

## Поријекло и значење назива
Име у преводу значи "змија-леопард".

## Опис криптида
Описује се као дуговрата змија са главом и тјелом леопарда или понекад лава.
У древној умјетности Старог Египта ово биће је представља "симбол каоса, који влада изван граница Египта, којег Египатски краљ мора укротити".